# Sweetwater (Oklahoma)
Sweetwater è un comune degli Stati Uniti d'America, situato nello Stato dell'Oklahoma, diviso tra la contea di Beckham e la contea di Roger Mills.